# Ferrédoxine:thiorédoxine réductase
La ferrédoxine:thiorédoxine-réductase est une oxydoréductase qui catalyse la réaction :
2 ferrédoxines réduites + disulfure de thiorédoxine  {\displaystyle \rightleftharpoons }  2 ferrédoxines oxydées + thiorédoxine + 2 H+.
Cette enzyme possède un centre [4Fe-4S] comme cofacteur,,.